# 五井金杉
五井金杉（ごいかなすぎ）は、千葉県市原市の五井地区にある町丁。現行行政地名は五井金杉一丁目から五井金杉四丁目。郵便番号は290-0057。

## 概要
市原市北中部の五井地区に位置する。京葉工業地域の一角を成している。

## 地理

### 地価
国土交通省の公示地価によると2017年1月1日現在千葉県市原市五井金杉2丁目6番外で28,500(円/m2)である。

### 隣接町丁字
北は五井海岸、東は白金町、南と西は五井と接している。

## 世帯数と人口
2022年（令和4年）4月1日現在の世帯数と人口は以下の通りである。
| 町丁字         | 世帯数 | 人口 |
| -------------- | ------ | ---- |
| 五井金杉一丁目 | 37世帯 | 55人 |
| 五井金杉二丁目 | 0世帯  | 0人  |
| 五井金杉三丁目 | 7世帯  | 7人  |
| 五井金杉四丁目 | 11世帯 | 11人 |
| 計             | 55世帯 | 73人 |

## 通学区域
市立小学校・市立中学校と県立高等学校]の通学区域は以下の通りである。
| 町丁字         | 範囲 | 小学校             | 中学校             | 高等学校 |
| -------------- | ---- | ------------------ | ------------------ | -------- |
| 五井金杉一丁目 | 全域 | 市原市立白金小学校 | 市原市立若葉中学校 | 第9学区  |
| 五井金杉二丁目 | 全域 | 市原市立白金小学校 | 市原市立若葉中学校 | 第9学区  |
| 五井金杉三丁目 | 全域 | 市原市立白金小学校 | 市原市立若葉中学校 | 第9学区  |
| 五井金杉四丁目 | 一部 | 市原市立白金小学校 | 市原市立若葉中学校 | 第9学区  |
| 五井金杉四丁目 | 一部 | 市原市立若葉小学校 | 市原市立若葉中学校 | 第9学区  |

## 施設
- せんどう五井金杉店
- 西濃運輸千葉支店
- ライオンパッケージング
- 潮見公園

## 交通

### 鉄道
駅はなし

### バス
なし

### 道路
県道や国道はない。

#### 市道
- 市道5号八幡新田線（白金通り）[8]